# Jack Antonoff
Jack Antonoff, all'anagrafe Jack Michael Antonoff (Bergenfield, 31 marzo 1984), è un cantautore e produttore discografico statunitense, frontman del progetto musicale Bleachers ed ex membro delle band Steel Train e Fun..

## Biografia
Nato a Bergenfield, nel New Jersey, da una famiglia ebraica, è il fratello minore della stilista Rachel Antonoff. È cresciuto a New Milford, nel New Jersey, ed ha frequentato la scuola elementare presso la Scuola Day Solomon Schechter di Bergen County, New Jersey.
Durante il suo secondo anno di liceo, lui e alcuni amici della scuola elementare formato la punk rock band Outline, che ha avuto abbastanza successo da fare un tour in Florida e in Texas. La band si sciolse quando diversi membri si sono trasferiti per andare al college.
Nel 2002, Antonoff, come cantante del gruppo e il suo amico Scott Irby-Ranniar hanno formato la band Steel Train, ottenendo un contratto discografico con la Drive-Thru Records.
Nel 2008 ha costituito con il cantante Nate Ruess e con il polistrumentista Andrew Dost il gruppo musicale dei Fun. dei quali è stato chitarrista e percussionista.
Nel 2014, dopo lo scioglimento dei Fun., ha costituito il progetto musicale Bleachers, una one man band in cui è cantante, musicista, produttore e compositore, pubblicando nello stesso anno il primo album Strange Desire e nel 2017 Gone Now.
Nel 2017 ha lavorato con Lorde alla produzione del suo album Melodrama e con Taylor Swift per la produzione di Reputation, dei quali è stato coautore di gran parte dei brani.
Nello stesso anno ha prodotto l'album Masseduction della cantante e musicista St. Vincent, partecipando anche come coautore in tre brani.
Contemporaneamente a tali attività ha collaborato come compositore con numerosi artisti di successo quali Lana Del Rey, la quale pubblica nel 2019 Norman Fucking Rockwell! e nel 2021 Chemtrails over the Country Club, Taylor Swift, Zayn, Sia, Sara Barailles, Carly Rae Jepsen, BANKS, Fifth Harmony, Grimes, P!nk e altri.

## Vita privata
Dal 2012 al 2018 ha avuto una relazione con l'attrice e regista Lena Dunham; è legato dal 2021 all'attrice Margaret Qualley, con la quale si è sposato nel 2023.

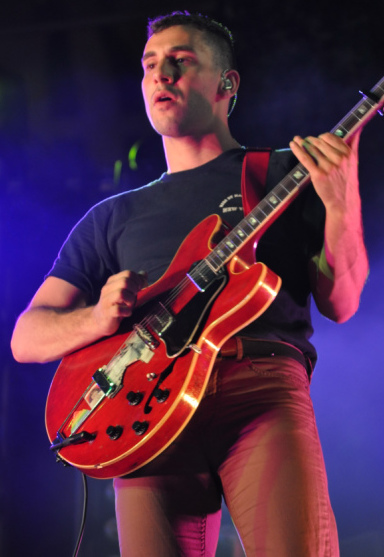
Antonoff nel 2012

## Collaborazioni
Come produttore
- Taylor Swift – 1989 (2014), Reputation (2017), Lover (2019), Folklore (2020), Evermore (2020), Fearless (Taylor's Version) (2021), Red (Taylor's Version) (2021), Midnights (2022), Speak Now (Taylor's Version) (2023), 1989 (Taylor's Version) (2023), The Tortured Poets Department (2024)
- Troye Sivan – Blue Neighbourhood (2015)
- Lorde – Melodrama (2017), Solar Power (2021)
- St. Vincent – Masseduction (2017), Daddy's Home (2021)
- Lana Del Rey – Norman Fucking Rockwell! (2019), Violet Bent Backwards over the Grass (2020), Chemtrails over the Country Club (2021), Did You Know That There's a Tunnel Under Ocean Blvd (2023)
- The Chicks – Gaslighter (2020)
- Clairo – Sling (2021)
- Florence and the Machine – Dance Fever (2022)
- The 1975 - Being Funny In A Foreign Language (2022)
- Sabrina Carpenter - Short n’ Sweet (2024), Men’s Best Friend (2025)

## Filmografia
- Hello, My Name Is Doris, regia di Michael Showalter (2015)